# Platystele pubescens
Platystele pubescens är en orkidéart som beskrevs av Carlyle August Luer. Platystele pubescens ingår i släktet Platystele och familjen orkidéer. Inga underarter finns listade i Catalogue of Life.